# Molycria quadricauda
Molycria quadricauda is een spinnensoort in de taxonomische indeling van de Prodidomidae.
Het dier behoort tot het geslacht Molycria. De wetenschappelijke naam van de soort werd voor het eerst geldig gepubliceerd in 1908 door Eugène Simon.